# Список міністрів фінансів Парагваю

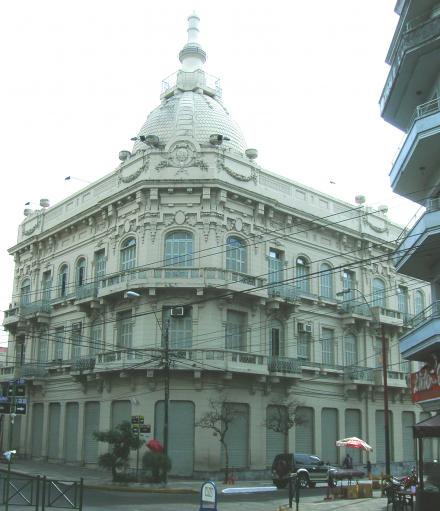
Міністерство фінансів Парагваю в Асунсьйоні

Список міністрів фінансів Парагваю з часу заснування посади у 1811 році по теперішній час.

## Міністри фінансів Парагваю
- 1811—1814: Хосе де Елізальде
- 1814—1819: Франсіско Діас де Бедоя
- 1819—1827: Джозеф Габріель Бенітес
- 1827—1844: Хуан Мануель Альварес
- 1844—1850: Беніто Варела
- 1850—1869: Маріано Гонсалес
- 1869—1870: Хосе Діас де Бедоя
- 1870: Сальвадор Ховельянос
- 1870—1871: Хуан Баутіста Хіль
- 1871—1873: Педро Рекальде
- 1873: Франциско Сотерас
- 1873—1874: Хайме Соса Ескалада
- 1874: Хуан Баутіста Хіль
- 1874—1875: Еміліо Хіль
- 1875—1876: Адольфо Сагіє
- 1876—1878: Кандідо Барейро
- 1878—1882: Хуан Антоніо Хара
- 1882—1884: Хуан де ла Крус Гіменес
- 1885—1887: Агустін Каньєте
- 1887—1889: Ігініо Уріарте
- 1889—1890: Хосе Томас Соса
- 1890—1891: Джозеф Другий Деку
- 1892: Естебан Рохас
- 1892—1893: Отніел Рок
- 1894—1895: Агустін Каньєте
- 1895—1897: Бенджамін Асеваль
- 1897—1898: Агустін Каньєте
- 1898: Гільєрмо де лос Ріос
- 1898—1900: Хосе Урдапілєта
- 1900: Франциско Кампос
- 1901—1904: Фульхенсіоардо Морено
- 1904: Хуан Баутіста Гаона
- 1904—1905: Еміліано Гонсалес Наверо
- 1905: Мануель Барріос
- 1905—1906: Еміліано Гонсалес Наверо
- 1906: Карлос Луїс Ісасі
- 1906—1908: Адольфо Солер
- 1908—1910: Гуальберто Кардус Уерта
- 1910: Віктор Солер
- 1910—1911: Хосе Антоніо Ортіс
- 1911—1912: Франсіско Барейро
- 1912: Ігініо Арбо
- 1912—1915: Джеронімо Субісаррета
- 1915—1916: Хосе Монтеро
- 1916: Еусебіо Аяла
- 1916—1917: Луїс Альберто Ріарт
- 1917—1919: Франсіско Соса Гаона
- 1919: Еусебіо Аяла
- 1919—1920: Пастор Ібаньєс
- 1920: Мануель Пенья
- 1920—1923: Еліхіо Аяла
- 1923—1924: Луїс Альберто Ріарт
- 1924: Елізео да Роза
- 1924—1927: Мануель Бенітес
- 1927—1928: Родольфо Гонсалес
- 1928—1930: Еліхіо Аяла
- 1930—1931: Родольфо Гонсалес
- 1931: Хусто Пастор Бенітес
- 1931: Луїс Альберто Ріарт
- 1931: Джеронімо Субісаррета
- 1931: Хусто Пастор Бенітес
- 1931—1932: Родольфо Гонсалес
- 1932: Хусто Пастор Бенітес
- 1932—1936: Бенджамін Бенкс
- 1936: Луїс Фрейре Естевес
- 1936: Альфредо Жаке
- 1936—1937: Еміліо Гардель
- 1937—1938: Луїс Фрескура
- 1938—1939: Енріке Борденав
- 1939: Хусто Пастор Бенітес
- 1939—1940: Кіпріано Кодас
- 1940: Хусто Пастор Бенітес
- 1940: Франсіско Ескуліас
- 1940—1944: Рохеліо Еспіноза
- 1944—1945: Хуан Плате
- 1945: Орасіо Чіріані
- 1945—1946: Альфонсо душ Сантуш
- 1946: Агустін Авіла
- 1946—1948: Хуан Наталісіо Гонсалес
- 1948—1949: Леандро Прієто
- 1949—1941: Рамон Мендес Пайва
- 1952—1954: Гільєрмо Енсісо Велозо
- 1954: Антоніо Сальдівар
- 1954—1956: Карлос Велілья
- 1956—1988: Сезар Баррієнтос
- 1988: Карлос Антоніо Ортіс Рамірес
- 1988—1989: Ельвіо Алонсо Мартіно
- 1989—1991: Енцо Дебернарді
- 1991—1993: Хуан Хосе Діас-Перес
- 1993—1994: Кріспіано Сандовал
- 1994—1996: Орландо Барейро
- 1996: Рауль Кубас Грау
- 1996—1997: Карлос Фачетті
- 1997—1998: Мігель Анхель Майдана Заяс
- 1998—1999: Герардо Доль
- 1999—2000: Федеріко Заяс
- 2000—2002: Франциско Ов'єдо
- 2002: Джеймс Сполдінг
- 2002—2003: Альсідес Гіменес
- 2003—2005: Діонісіо Борда
- 2005—2007: Ернест Берген
- 2007—2008: Сезар Баррето
- 2008: Мігель Анхель Гомес
- 2008—2012: Діонісіо Борда
- 2012-2: Мануель Феррейра Брускетті
- 2013—2015: Герман Рохас
- 2015—2017: Сантьяго Пенья
- 2017—2018: Леа Гіменес
- 2018—2020: Беніньйо Лопес
- з 2020: Оскар Лламосас Діас